# گرنویل ساوت (اوهایو)
گرنویل ساوت (به انگلیسی: Granville South) یک منطقهٔ مسکونی در ایالات متحده آمریکا است که در Licking County واقع شده‌است. گرنویل ساوت ۱۵٫۹ کیلومتر مربع مساحت و ۱٬۱۹۴ نفر جمعیت دارد.